# Kocia Góra
Kocia Góra [pronunciación en polaco: /ˈkɔt͡ɕa ˈɡura/] es un pueblo ubicado en el distrito administrativo de Gmina Ludwin, dentro del Condado de Łęczna, Voivodato de Lublin, en Polonia oriental. Se encuentra aproximadamente a 7 kilómetros al noroeste de Ludwin, a 10 kilómetros al norte de Łęczna, y a 26 kilómetros al noreste de la capital regional Lublin.